# 레베카 스마트
레베카 스마트(Rebecca Smart, 1976년 1월 30일 ~ )는 오스트레일리아의 배우, 영화배우이다.
탐워스에서 태어났다.

## 영화
- 새비지 크로싱 (2009년) - 믹키 역
- 블랙락 (1997년)
- 클라우닝 어라운드 (1992년)
- 로케트가의 유령 (1990년)
- 셀리아 (1989년)
- 라스트 지고로 (1987년)
- 코카콜라 키드 (1985년)